# رويستون درينثي
روستين درينثين (بالهولندية: Royston Drenthe)‏، من مواليد 8 أبريل 1987 في روتردام في هولندا، لاعب كرة قدم هولندي. لعب مع ريال مدريد منذ 2007 وحتى 2011، كما لعب مع منتخب هولندا في الفئات السنية ومنتخب هولندا الأولمبي.

## مسيرة اللاعب مع الأندية
عندما فاز درينثي بجائزة أفضل لاعب في كأس أمم أوروبا 2007، كان ذلك نقلة نوعية في حياته حيث تهافتت كبار الأندية وأعرقها لطلب وده ومن ضمنها الفريق الملكي ريـــال مدريد الذي فاز بخدمات اللاعب عن رغبة من الطرفين، إن تعدد مراكز اللاعب يجعله لاعباً مهماً ومطلوباً بشدة في الملاعب الأوروبية والعالمية سواءً من المدربين أو حتى من إدارات الأندية، يملك اللاعب درينثي بالإضافة إلى ذلك قدرة جسمانية قوية تمكنه من تجاوز الخصوم وقطع الكرات بسلاسة وقوة في آن معاً.
تأتي جذور نسب ريستون من سورينام كما هو الحال لمواطنيه سيدورف وكلويفورت وريكارد، يقارن درينثي دائماً باللاعب دافيدز للتشابه الكبير بينهما سواءً في الشكل أو اللعب الأنيق والممتع.
بعد ظهوره القليل في موسمه الثالث مع ريال مدريد، أعاره النادي لنادي هيركوليس.

## روابط خارجية
- رويستون درينثي على موقع ميوزك برينز (الإنجليزية)
- رويستون درينثي على موقع ديسكوغز (الإنجليزية)
- رويستون درينثي على موقع الاتحاد الدولي (مؤرشف)  (الإنجليزية)
- رويستون درينثي على موقع الاتحاد الأوربي (الإنجليزية)
- رويستون درينثي على موقع اتحاد تركيا (لاعب) (الإنجليزية)
- رويستون درينثي على موقع قاعدة بيانات كرة القدم.إي يو (الإنجليزية)
- رويستون درينثي على موقع ليكيب (الفرنسية)
- رويستون درينثي على موقع ناشيونال فوتبول تيمز (الإنجليزية)
- رويستون درينثي على موقع Soccerbase.com (لاعب) (الإنجليزية)
- رويستون درينثي على موقع Soccerway.com (الإنجليزية)
- رويستون درينثي على موقع عالم كرة القدم.نت (الإنجليزية)
- رويستون درينثي على موقع كووورة